# Малвина Хофман
Малвина Хофман (енгл. Malvina Hoffman; Њујорк, 15. јун 1885 — Њујорк, 10. јул 1966) америчка је вајарка, сликарка, хуманисткиња. Она је ауторка плаката на коме је приказан српски војник снимљен у самртном часу на путу за Плаву гробницу, који на величанствен начин – говори о љубави, смрти, о Србима и Американцима.
У историји уметности остала је запамћена највише захваљујући пројекту Hall ofthe Races of Mankind за Field Museum of Natural History у Чикагу, састављеном од низа вајарских презентација различитих људских раса и њихових културалних група. Вајарску афирмацију постигла је и низом дела којима је разрађивала тему плеса, што је посљедица блиског пријатељства са славном руском балерином Аном Павловом.

## Живот и каријера
Рођена је у Њујорку 15. јун 1885/87. године од оца Ричарда Хофмана, познатог пијаниусте у Њујоршкој филхармонији и наставника музике и Фиделије Лемсон, Хофман. Од ране младости тежила је уметничкој каријери, вероватно због дружења са многих великим оперским звезда које су посечивале њихов дом.
Када се 1908. први пут срела са Самуелопм Гримсоном, виолинистом који је дошла да свира уз рецитале камерну музику са својим оцем, шеснаест година касније у јуну 1924. године удата се за њега.
Непрестано погоршање очевог здравља инспирисало је Малвину да покуша да направи адекватан портрет оца и почне сликање уљаним бојама. Како јој се сликање уљем није чинило адекватним, због одсуства тродимензионалности, почела је да скулптира главу.
Прво је неколико година студирала цртање и сликање, у школи Brearley под руководством John W. Alexander, а затим вајарство, на Gutzon Borglum-у, који је познатији по Националном меморијалу (Mount Rushmore National Memorial) у Јужној Дакоти. Потом се од 1910. године, после смрти оца, усавршавала у Паризу код Огиста Родена. Њена дела Pavlowa Gavotte и Bacchanale Russe „Руски плесачи” освојила су прву награду на међународној изложби уметности 1910. године.
Свој атеље отворила је у Њујорку 1912. године, да би од 1913. до 1915. поново боравила у Паризу. По повратку уз париза прву изложбу у САД имала је 1915. године на Менхетну. Потом је излагала је у палати Трокадеро у Паризу и на Њујоршком сајму.
Малвина је користећи своја познанства потпомогла што успешнијој рецепцији уметности Ивана Мештровића у Америци, али и указала на потребу тамошњих музеја за употпуњавањем збирки уметничким делима Мештровића као важног европског вајара, прве половине 20. века. Она је у Загребу са Иваном Мештровићем, једно време и изучавала „коњичку скулптуру”, а једно време је Мештровић користио и студио Хофманове, на Менхетну, све док није пронашао адекватни сопсвени студио.
Током Првог светског рата Хофманов је активно учествовала раду Црвеног крста и била амерички представник организације Appui aux Artistesза основане са циљем да олакша рад сиромашних уметника у Француској. После рата 1991. године, била је једна од активисткиња из САД која је обилазила и свестрано помагала ратом разорене балканске земаље, по налогу америчког председника Херберта Хувера.
Умрла је 10. јул 1966. године од срчаног удара у свом атељеу у Њујорку на адреси 157 East 35th Street, у коме је живела са секретарицом Gullborg Groneng, у 81 години живота.

## Ликовно и књижевно стваралаштво

### Ликовно стваралаштво
Иако је студирала вајарство код два вајара, Gutzon Borgium и поетретисте Mount Rushmore и усвојили Родснову вајарску технику Хофманова је убрзо развила свој сопствени стил.
Колекција „The Races of Mankind”
Године 1930. Stanley Field, нећак Marshall-а Field-а I, наручио је од Малвине колекцију скулптира које је требало да прикажу све народе света. То је био њен највећи пројекат и достигнуће, из кога је настала чувена колекција у Галерији људи (The Hall of Man) у музеју у Чикагу. Тако је настала „The Races of Mankind” највеће појединачна колекција у њеном стваралаштву, који се састоји од 104 бисте (глава и фигура у природној величини). Током припреме за ову изложбу, Хофманова и њен супруг, Гримсон, путовали су широм света како би пронашли аутентичне моделе за скулптуре. Требало им је пет година да се ова колекција заврши.
Стотину бронзаних скулптура које чине поставку „Races of Man” представљају непоновљиву колекцију скулптура азних расних група који насељавају овај свет, иако је њен рад био веома контроверзан међу антрополошким круговима тог времена. Њене радове су критиковали и социјалисти, као превише ослањане на физичке уместо на културолошке карактеристике раса. Из ове колекције бронзане скулптуре попут оне; сенгалског играча (Tom-tom Player) и Чилук ратника (Shilluk Warrior) су карактеристични примери њеног ствралаштва из ове колекције. Такође бројни апстрактни уметници тог доба сматрали су да је њен рад био или сувише реалан или сувише романтичан. До њене смрти 1966. године скулптуре попут оне нордијског типа или Бушмана одбачене су као антрополошки нетачне.

### Књижевно стваралаштво
Истовремено са ликовном уметношћу бавила се и писањем књига. Године 1936. објавила је монографију, Heads and Tales, у којој је описала искуство стварања скулптура Hall of Manа. Године 1939. објавила је уџбеник Sculpture Inside and Out, а 1965. године аутобиографију под називом „Сутра је јуче” (Yesterday Is Tomorrow), у којој је описала и судбину Србије у Првом светском рату.

## Малвина као учесник кампање „Помозимо Србију”
За судбину Србије у Првом светском рату Хофманова се заинтересовала током рада у међународној испостави Црвеног крста у Њујорку, када је Малвина у контакт са људима из разних земаља, сазнала и за патње српског народа, коме је у Првом светском рату највише била потребна помоћ.
Пуковник Милан Прибићевић, који је тих ратних година послат у Америку са острва Крф, са задатком да окупи десетак хиљада добровољаца и поведе их натраг, да ослободе поробљена српска села, мотивисао је Хофманову, да покрене кампању за помоћ Србији, израдом плаката „Србији је потребна твоја помоћ,” према фотографији српског војника који је снимљен у самртном ропцу на грчком острву Виду.
Малвина Хофман је за свој плакат користила лик са фотографије (десно) насталу у чамцу на путу за острво Видо (Плаву гробницу) у Грчкој, коју је снимио српски ратни извештач Милоје Игрутиновић.

## Галерија
- Mort Exquise, бронза, 1913
- The Offering, бронза, 1920.
- Martinique Woman, 1927.